# Richard Thompson (sprinter)
Richard Thompson, (Cascade, 7. lipnja 1985.), je atletičar s Trinidada i Tobaga koji se natječe u kratkim trkačkim disciplinama. 
Thompson je sudjelovao na SP 2007. u atletici u Osaki gdje je došao posljednji do cilja u svojoj četvrtfinalnoj utrci.
Sudjelovao je također na OI 2008. u Pekingu, gdje osvaja srebo u utrci na 100 metara. U utrci koju je pobijedio Usain Bolt, postavivši novi svjetski rekord, Thompson je istrčao svoj osobni rekord u vremenu 9.89 s. Trčao je također i za štafetu 4 x 100 m Trinidada i Tobaga, koja osvaja srebro u utrci u kojoj je pobijedila Jamajka.
Na OI 2012. u Londonu sa štafetom 4 x 100 m osvaja broncu. 
Na SP 2009. u Berlinu ulazi u finalu na 100 metara i osvaja peto mjesto s vremenom 9.93.
Trčao je također i za štafetu 4 x 100 m, koja osvaja drugo mjesto poslije Jamajke.